# James Vernon Young
James Vernon Young, kanadski general, * 13. oktober 1891, † 12. september 1961.